# Anders Arvidsson
Anders Arvidsson, född 5 november 1915 i Huaröds socken, död 11 december 2012, var en svensk jurist som var lagman i Klippans tingsrätt från 1975 till 1981.
Arvidsson blev juris kandidat vid Lunds universitet 1941 och genomförde tingstjänstgöring 1941-1944 innan han 1945 blev fiskal vid hovrätten över Skåne och Blekinge. Han var rådman i Malmö rådhusrätt 1963-1970 och i Malmö tingsrätt 1971-1975. Han var lagman i Klippans tingsrätt 1975-1981.
Arvidsson var son till lantbrukare Olof Arvidsson och hans maka Maria, född Andersson. Han var från 1945 gift med Elisabeth, född Martinsson.